# Pomenovo
Pomenovo (mazedonisch Поменово) ist ein Dorf im zentralen Teil Nordmazedoniens, das zur Gemeinde Čaška gehört. Die nächstgelegene Stadt ist Veles.

## Geographie
Pomenovo liegt etwa 50 Kilometer südwestlich von Veles. Das Dorf befindet sich in der historischen Landschaft Azot, welche auch Babunija genannt wird, angelehnt an den Babuna-Fluss. Die Nachbardörfer von Pomenovo sind Stepanci und Smilovci. Nordwestlich des Dorfes erhebt sich das Bergmassiv Jakupica mit der Spitze Solunska Glava.

## Geschichte

Pomenovo in der Gemeinde Čaška

Die Region Azot wurde nach 1900 Schauplatz blutiger Kämpfe und Scharmützel zwischen den bulgarischen Komitadschi der Inneren Makedonisch-Adrianopeler Revolutionären Organisation (WMORO) und den serbischen Tschetniks, welche sich teilweise erfolgreich in der Region eingenistet hatten.
Laut der Statistik des Ethnographen Wassil Kantschow zählte Pomenovo Ende des 19. Jahrhunderts 390 Einwohner, welche allesamt als christliche Bulgaren klassifiziert wurden.
Nach den Statistiken des Sekretärs des bulgarischen Exarchats Dimitar Mischew („La Macédoine et sa Population Chrétienne“) im Jahr 1905 lebten in Pomenovo 360 bulgarische Exarchisten. Laut einem Geheimbericht des bulgarischen Konsulats in Skopje im Jahre 1907 erkannten alle 45 Haushalte des Dorfes unter Druck der serbischen Tschetniks das Ökumenische Patriarchat von Konstantinopel an.
Nach der Jungtürkischen Revolution 1908 kehrten die 45 Haushalte zurück zum bulgarischen Exarchat.
Im Zuge des Balkankrieges meldeten sich fünf Dorfbewohner freiwillig zur Makedonisch-Adrianopeler Landwehr, einem Freiwilligenverband der bulgarischen Armee.
1927 führte der deutsche Forscher Leonhard Schultze Pomenovo auf seiner Karte Mazedoniens auf und ordnete es als ein bulgarisch-christliches Dorf ein.
Laut der letzten Volkszählung von 2002 hatte Pomenovo keine Einwohner zu verzeichnen.